# العزيزية (مكة)
حي العزيزية هو أحد الأحياء المشهورة في مدينة مكة المكرمة غرب السعودية. كان يطلق على حي العزيزية اسم حوض البقر حيث كانت تلك المنطقة مكاناً للمزارع وتربية الماشية، ويعتبر أقدم من السبهاني والعوالي. تقع به العديد من الأبراج الفندقية والتجارية والسكنية والأسواق الفخمة والمصارف والمطاعم والمكتبات والصيدليات. وهو من أشهر شوارع مكة الآن ومن شوارعها الرئيسية.
يبعد عن الحرم المكي مسافة 15 دقيقة تقريبا، ويسهل الوصول منه إلى منى. وتقع به جامعة أم القرى فرع البنين، ولكن بعد إنشاء حي العابدية انقسمت الجامعة لتضم بعض الأقسام في العزيزية والأخرى في العابدية. يشتهر الحي بشدة ازدحامه في أيام الحج وشهر رمضان؛ لأنه يقع على طريق الحجاج من الحرم إلى منى، ولقد تم مؤخراً إنشاء خط مشاة ينقل الحجاج مباشرة من مكة إلى مشعر منى، ووفرت الحكومة السعودية في هذا الخط الكثير من المرافق التي يحتاجها الحاج.

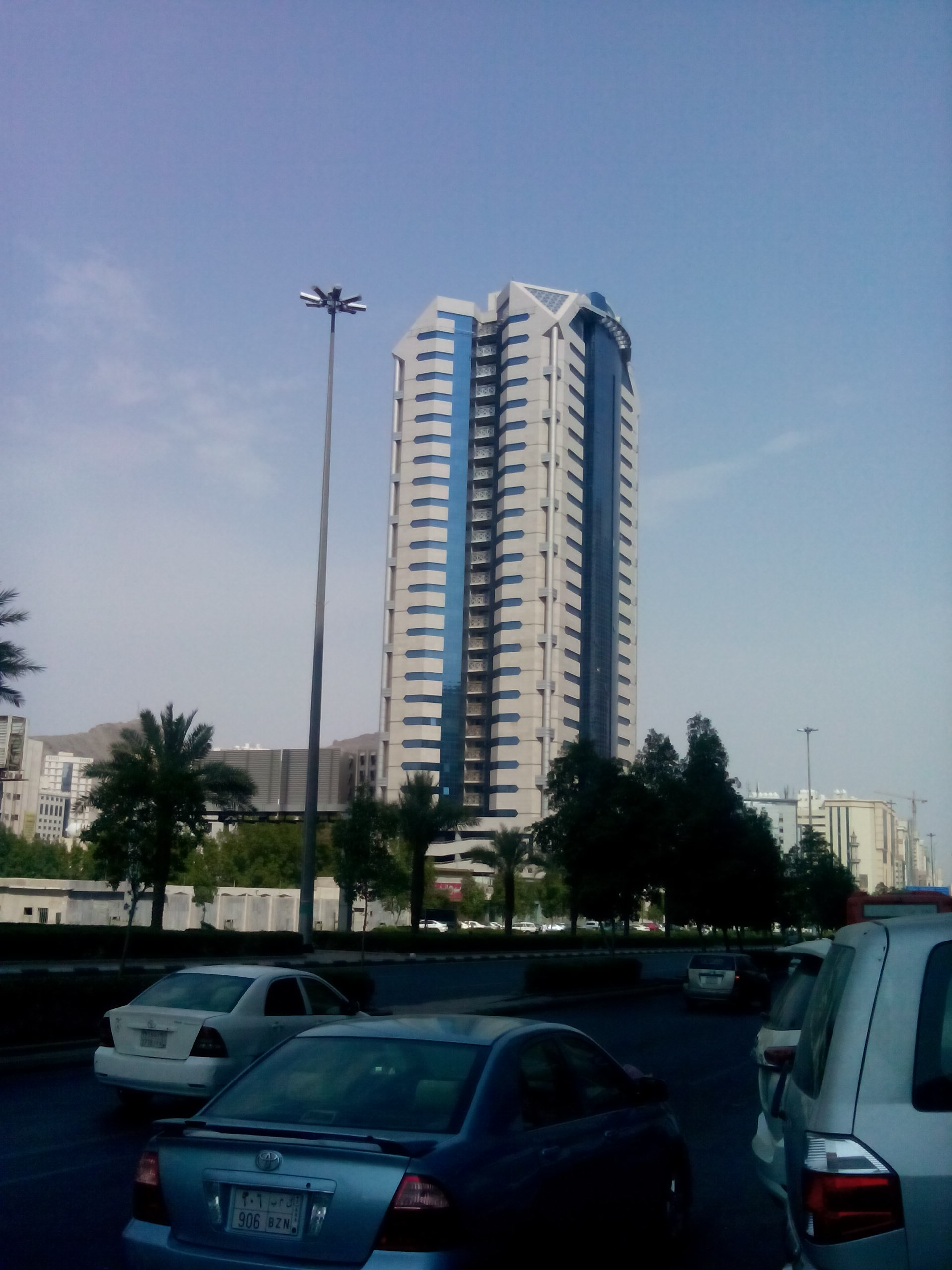
مبنى برج الاتصالات في العزيزية

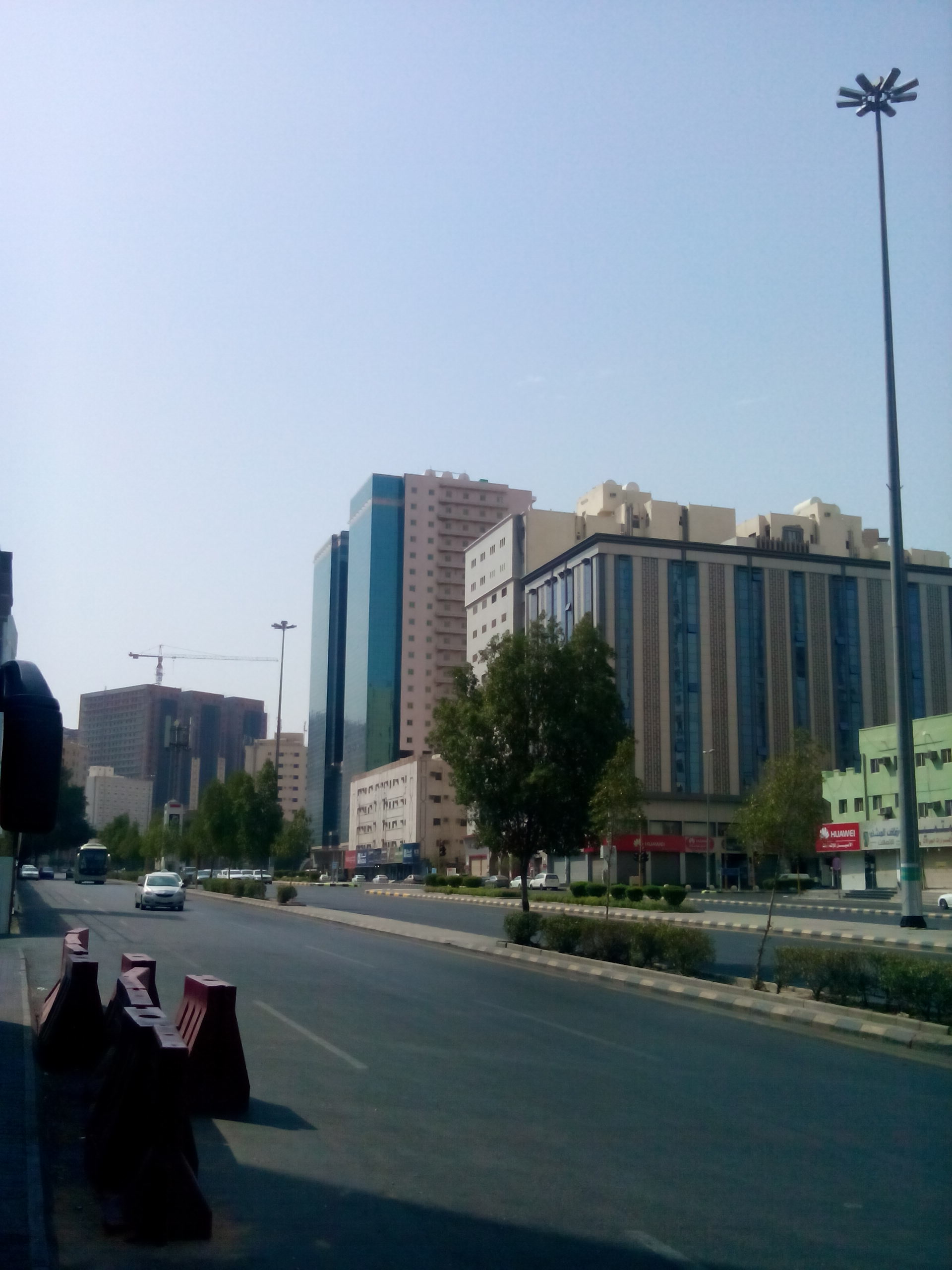
شارع في حي العزيزية بمكة